# Coloeus
Coloeus es un género de aves paseriformes perteneciente a la familia Corvidae. Se compone de dos especies relativamente pequeñas, ambas denominadas comúnmente grajillas. Tienen el píleo, el frontal del rostro, las alas y la cola de color negro, y el resto del plumaje es gris. La palabra Coloeus es neolatín y proviene del término griego antiguo para «grajilla»: koloiós (κολοιός).
Anteriormente Coloeus se consideraba un subgénero dentro de Corvus, pero ahora se clasifica como un género separado en la familia Corvidae.
Las dos especies integrantes del género son:
- Coloeus monedula - grajilla occidental, que se encuentra en Europa, Asia occidental y el norte de África,
- Coloeus dauuricus - grajilla oriental, que ocupa el este de Asia.[3]

La especie oriental es más pequeña que la grajilla occidental, y las áreas claras de su plumaje son más claras que las de la occidental, de color gris claro en la grajilla oriental, mientras que las de la occidental son principalmente grises negruzcas. En cambio, el iris del ojo es más claro en la grajilla occidental y oscuro en la grajilla oriental. Además en la grajilla oriental la garganta y el centro del pecho también son negros. Por lo demás, las dos especies son muy similares en su forma, comportamiento, y llamadas. Aunque existe este argumento para agrupar ambos miembros del género en una sola especie, no se cruzan en las zonas de Mongolia donde sus áreas de distribución se superponen.